# Odwzorowanie Mollweidego

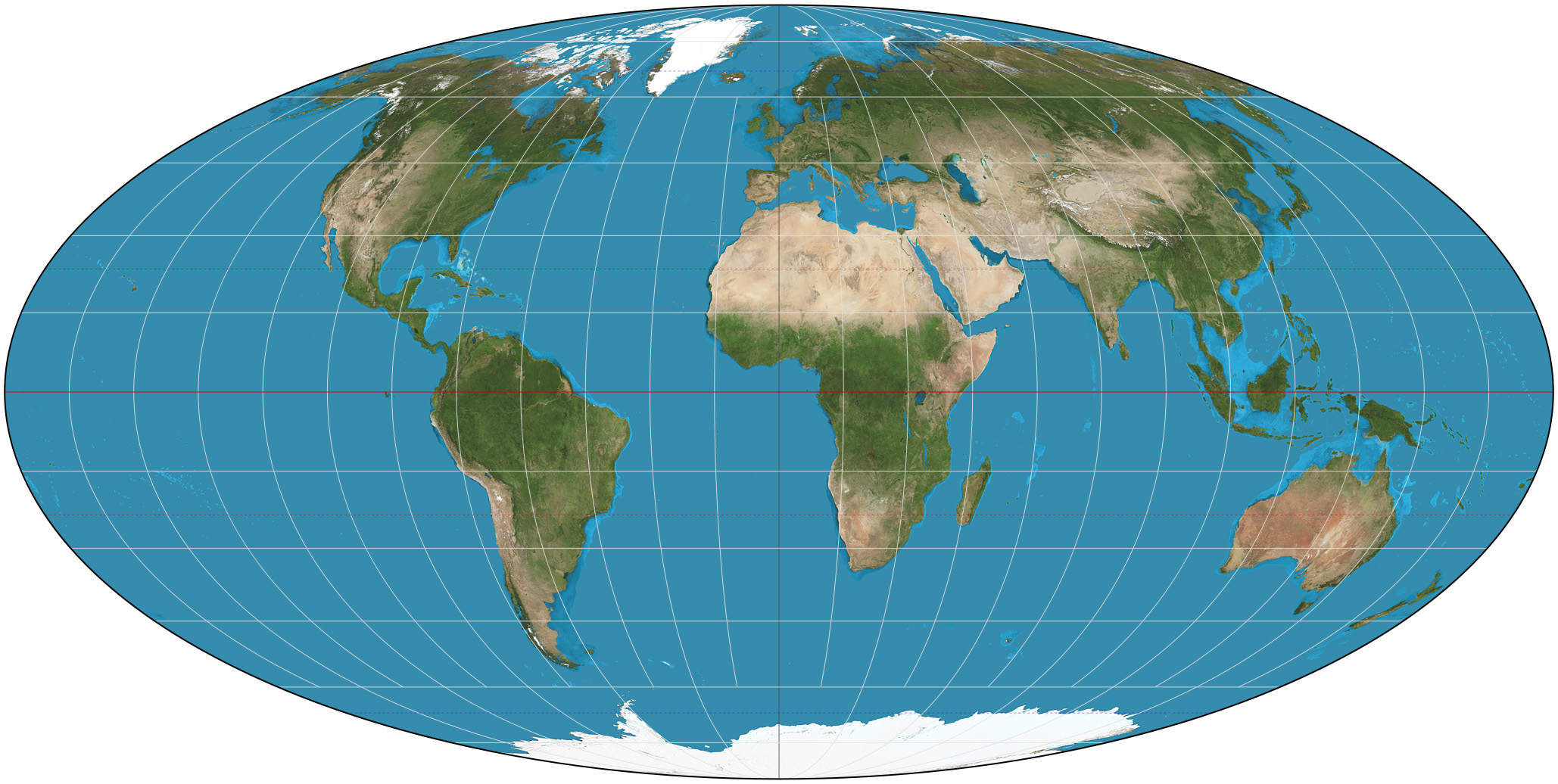
Odwzorowanie Mollweidego

Zniekształcenia na siatce

Odwzorowanie Mollweidego – odwzorowanie kartograficzne zaliczane do pseudowalcowych odwzorowań równopolowych. Autorem odwzorowania jest niemiecki matematyk Carl Mollweide (1774–1825).
Jest to odwzorowanie umowne, skonstruowane na następujących zasadach:
- kula ziemska przedstawiona jako elipsa o równikowej osi dwa razy dłuższej od osi południkowej;
- równoleżniki proste, równoległe, podzielone południkami na jednakowe odcinki;
- odwzorowanie wiernopowierzchniowe;
- bieguny jako punkty.

Z ostatniego założenia wynika, że odstępy między południkami muszą maleć w miarę oddalania od równika. Miejsce bez odkształceń znajduje się na środkowym południku na szerokości geograficznej ok. ±45о
Wzory transformacyjne na przejście od długości geograficznej λ i szerokości geograficznej φ do umownych współrzędnych x i y są następujące:
{\displaystyle x={\frac {2{\sqrt {2}}}{\pi }}\lambda \cos \left(\theta \right)}
{\displaystyle y={\sqrt {2}}\sin \left(\theta \right)}
gdzie {\displaystyle \theta } to dodatkowy parametr, będący rozwiązaniem równania nieliniowego:
{\displaystyle 2\theta +\sin(2\theta )=\pi \sin(\phi )}
(dającego się rozwiązać tylko numerycznie).

## Zastosowanie
- Do przedstawiania map poglądowych, w których najważniejszą cechą jest powierzchnia, a nie kształt.
- Do tworzenia map w których zjawiska występują w większej odległości od równika, ale na obu półkulach (północnej i południowej).
- Do tworzenia mapy Afryki.